# Elingamita
Elingamita is een geslacht uit de sleutelbloemfamilie (Primulaceae). Het geslacht telt een soort die voorkomt op de Driekoningeneilanden ten noordwesten van het Noordereiland van Nieuw-Zeeland.

## Soorten
- Elingamita johnsonii G.T.S.Baylis

... · 
Anagallis (Guichelheil) · 
Androsace (Mansschild) · 
Ardisia · 
Centunculus · 
Coris · 
Cortusa · 
Cyclamen (Cyclaam) · 
Dionysia · 
Glaux · 
Hottonia · 
Lysimachia (Wederik) · 
Myrsine · 
Primula (Sleutelbloem) · 
Samolus · 
Soldanella (Kwastjesbloem) · 
Trientalis · 
Vitalania · 
...